# Soussac
Soussac är en kommun i departementet Gironde i regionen Nouvelle-Aquitaine i sydvästra Frankrike. Kommunen ligger i kantonen Pellegrue som tillhör arrondissementet Langon. År 2022 hade Soussac 184 invånare.

## Befolkningsutveckling
Antalet invånare i kommunen Soussac
Referens:INSEE